# FLIT

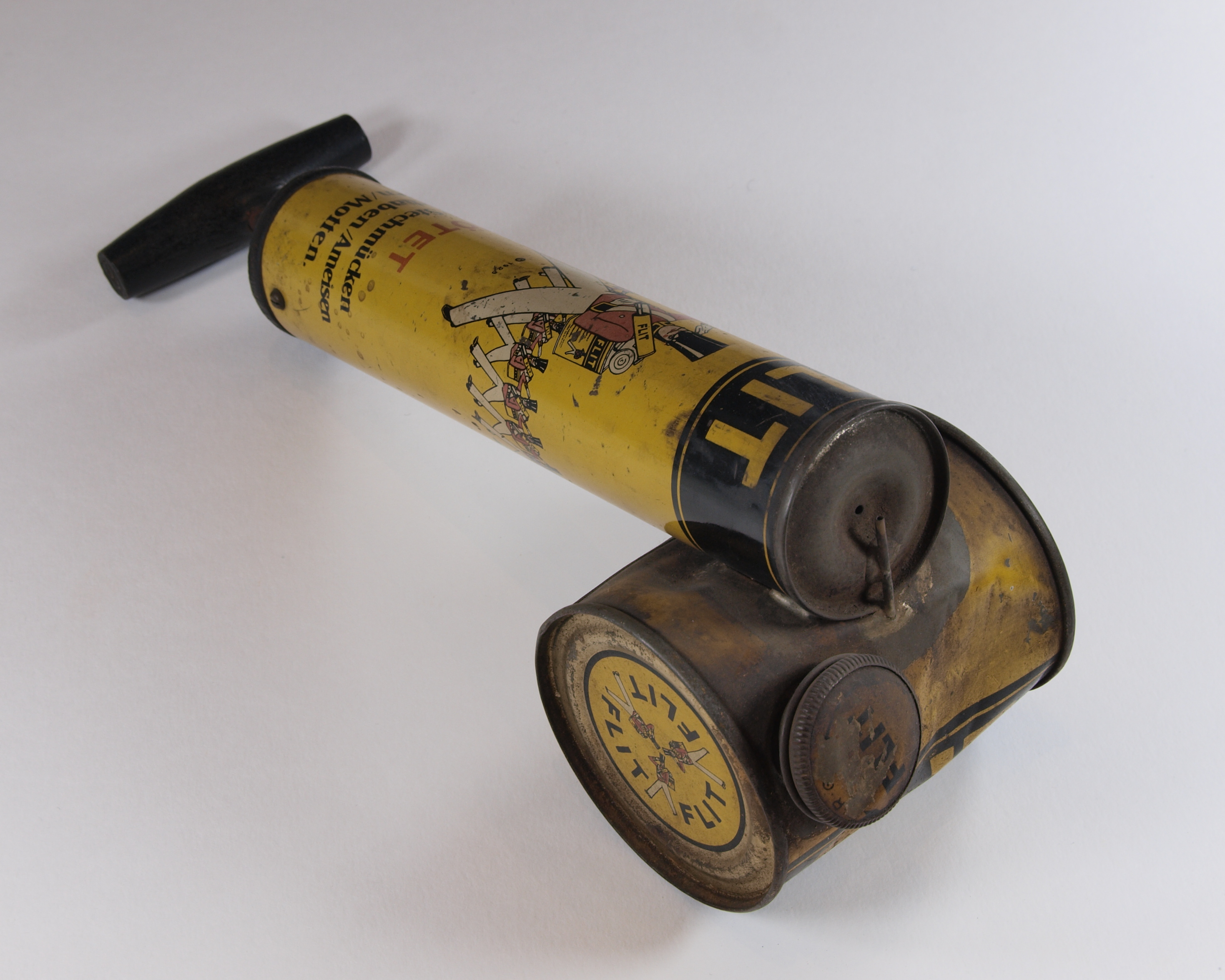
FLIT Bomba de rocío manual para insecticidas de 1928

FLIT es el nombre de una marca de insecticida.
El producto original, inventado por el químico Dr. Franklin C. Nelson y lanzado en 1923 y principalmente usado para matar moscas y mosquitos, fue un aceite mineral basado y fabricado por la Standard Oil Company de New Jersey, antes de que la compañía, ahora parte de ExxonMobil, se cambiara el nombre primero a Esso y más tarde a Exxon. La formulación original de la Esso contenía 5 % del insecticida DDT, a fines de los años 1940 y principios de los 1950, antes que el impacto medioambiental negativo del DDT fuera ampliamente comprendido.

Más tarde se vendió con el nombre "FLIT MLO". Su comercialización ha sido discontinuada. El rocío del insecticida se realizaba con un dispositivo manual llamado Flit-gun ("Pistola FLIT").
La marca FLIT ha sido reutilizada para otro producto insecticida, cuyo ingrediente activo primario es la Permetrina, comercializada por Clarke Mosquito Control. El producto actual es más a menudo utilizado para controlar mosquitos adultos. Rociarlo en el aire mata mosquitos adultos que se hallan en el aire y luego, al fijarse sobre las superficies, mata los mosquitos que puedan aterrizar más tarde.

## "¡Rápido, Henry, el Flit!"
En 1928 Flit, entonces comercializado por una filial de creación reciente de Jersey Standard, Stanco Incorporated, se convirtió en el tema de una campaña publicitaria muy exitosa de extensa duración. Theodor Seuss Geisel creó el arte para esta campaña, años antes de que empezara a escribir los libros para niños que lo hicieran famoso como Dr. Seuss. Los anuncios típicamente mostraban a personas acechadas por criaturas insectiles caprichosas y amenazantes que resultarían familiares a los seguidores del trabajo posterior del Dr. Seuss, e incluían la frase "¡Rápido, Henry, el Flit!". Esta campaña publicitaria continuó durante 17 años y convirtió a "¡Rápido, Henry, el Flit!" en una frase popular en los Estados Unidos.

## Incendio del Rhythm Club
El insecticida jugó una función importante en uno de los accidentes de clubes nocturnos más mortíferos en la historia de los Estados Unidos, el 23 de abril de 1940 en Misisipi. El insecticida había sido rociado sobre el musgo español (que decoraba las vigas) para impedir la aparición de insectos, pero esto generó la acumulación de gas metano inflamable que alimentó el fuego, este incendio se cobró la vida de 209 personas e hirió de gravedad a muchas otras.